# AJ MacGinty
Alan AJ MacGinty (* 26. února 1990, Dublin) je ragbista hrající na pozici útokové spojky za reprezentaci USA a anglický klub Bristol Bears. V roce 2016 vyhrál s irským týmem Connacht ligu. V roce 2020 vyhrál s anglickým klubem Sale Sharks Anglický pohár. Je považován za jednoho z nejschopnějších kopáčů na háčko.
Zúčastnil se MS 2015 a MS 2019. Od června 2021 je kapitánem americké reprezentace. Dokázal bodovat ve všech sedmi zápasech MS v ragby, kterých se zúčastnil. 